# Liam Graham (futbolista)
Liam Graham (14 de agosto de 1992 en Melbourne) es un futbolista australiano nacionalizado neozelandés que juega como defensor en el Auckland City de la Premiership de Nueva Zelanda.

## Carrera
En 2010 fue contratado por el Vicenza Calcio para integrarse a su equipo juvenil, donde jugó dos temporadas del Torneo Primavera. En 2012 fue contratado por el Ascoli, participante de la Serie B, con el que hizo su debut profesional al ingresar desde el banco de suplentes en una derrota por 5-0 ante el Hellas Verona. En 2013 se rompió el ligamento cruzado anterior y quedó libre. Al recuperarse, firmó con el Pro Patria de la Lega Pro, tercera categoría italiana, en 2014. Luego de algunas apariciones con el primer equipo, viajó a Inglaterra para incorporarse al Chesterfield de la Football League One en 2015. Luego de volver a sufrir una lesión en el ligamento cruzado anterior durante la temporada 2016-17 que le permitió disputar tan solo seis partidos, dejó el club en 2017 y se incorporó al Auckland City.

### Clubes
| Club              | País          | Año             |
| ----------------- | ------------- | --------------- |
| Ascoli            | Italia        | 2012 - 2013     |
| Aurora Pro Patria | Italia        | 2014 - 2015     |
| Chesterfield      | Inglaterra    | 2015 - 2017     |
| Auckland City     | Nueva Zelanda | 2017 - Presente |

### Selección nacional
Fue convocado para disputar el Campeonato Sub-20 de la OFC 2011 con la selección neozelandesa. Solo disputó el encuentro de la fase de grupos ante las Islas Salomón, donde ingresó desde el banco en reemplazo de Marco Rojas. Con la selección mayor hizo su debut el 8 de octubre de 2016 en un amistoso ante México.

#### Partidos y goles internacionales
| Partidos y goles internacionales | Partidos y goles internacionales | Partidos y goles internacionales | Partidos y goles internacionales | Partidos y goles internacionales | Partidos y goles internacionales           | Partidos y goles internacionales |
| #                                | Fecha                            | Estadio                          | Rival                            | Resultado                        | Competición                                | Gol(es)                          |
| -------------------------------- | -------------------------------- | -------------------------------- | -------------------------------- | -------------------------------- | ------------------------------------------ | -------------------------------- |
| 2016                             |                                  |                                  |                                  |                                  |                                            |                                  |
| 1                                | 8 de octubre                     | Nissan Stadium, Nashville        | México                           | 1 – 2                            | Amistoso                                   |                                  |
| 2                                | 11 de octubre                    | RFK Stadium, Washington D. C.    | Estados Unidos                   | 1 – 1                            | Amistoso                                   |                                  |
| 3                                | 12 de noviembre                  | Estadio North Harbour, Auckland  | Nueva Caledonia                  | 2 – 0                            | Clasificación para la Copa Mundial de 2018 |                                  |
| 4                                | 15 de noviembre                  | Stade Yoshida, Koné              | Nueva Caledonia                  | 0 – 0                            | Clasificación para la Copa Mundial de 2018 |                                  |